# Pendleton Ward
Pendleton Ward, detto Pen (San Antonio, 8 luglio 1982), è un regista, animatore, produttore televisivo, musicista, sceneggiatore statunitense, famoso per aver creato la celebre serie TV d'animazione Adventure Time. Ha inoltre composto alcune delle musiche per la serie, oltre alla sigla iniziale della stessa.
Attualmente lavora per Cartoon Network Studios e Frederator Studios.
In un'intervista ha dichiarato di essere influenzato nei suoi lavori da serie come I Simpson, The Rocky and Bullwinkle Show, Le avventure di Tintin e dal film Il mio vicino Totoro del premio Oscar Hayao Miyazaki.

## Filmografia

### Regista
- Random! Cartoons (3 episodi) (2008 - 2009)
- Adventure Time (1 episodio) (2011)
- Bravest Warriors (2012)

### Produttore
- Random! Cartoons (2 episodi) (2008 - 2009)
- Adventure Time (2010 - 2018)
- The Midnight Gospel (2020)

### Sceneggiatore
- Le meravigliose disavventure di Flapjack (11 episodi) (2008 - 2009)
- Random! Cartoons (3 episodi) (2008 - 2009)
- Adventure Time (2010 - 2018)
- Over the Garden Wall (2014)
- Uncle Grandpa (2015)
- The Midnight Gospel (2020)

### Doppiatore
- Le meravigliose disavventure di Flapjack (Rower, Sail Boss) (2008 - 2009)
- Random! Cartoons (personaggi vari) (2008 - 2009)
- Adventure Time (Principessa dello Spazio Bitorzolo, personaggi vari) (2010 - 2018)

## Doppiatori italiani
- Roberto Stocchi in Uncle Grandpa (Uncle Grandpa nel corto 2)
- Ivan Andreani in Adventure Time (Principessa dello Spazio Bitorzolo)
- Rachele Paolelli in Adventure Time (Shelby)
- Daniele Demma in LEGO Dimensions (Principessa dello Spazio Bitorzolo)